# Medina Eisa
Medina Eisa (3 gennaio 2005) è una mezzofondista etiope.

## Biografia
Il 30 aprile 2022 ha stabilito il record africano under-20 (e contestualmente anche il record africano under-18) sui 5 km su strada, ad Herzogenaurach, con il tempo di 14'53. Nel medesimo anno, non ancora maggiorenne, ha esordito in Diamond League conquistando tra l'altro un podio (in particolare, si è piazzata in terza posizione nei 3000 m al Doha Diamond League). Sempre nel 2022 si è inoltre laureata campionessa mondiale under-20 nei 5000 m.
Nel 2023 ha migliorato in tre diverse occasioni il record africano under-20 dei 5 km su strada portandolo prima a 14'46", poi a 14'41" ed infine a 14'40"; sempre nel 2023 ha anche stabilito il record africano under-20 dei 5000 m piani, ed ha partecipato ai Mondiali (sesto posto nei 5000 m) ed ai Mondiali di corsa su strada (medesimo piazzamento, sui 5 km su strada).

## Palmarès
| Anno | Manifestazione           | Sede     | Evento         | Risultato | Prestazione | Note                                  |
| ---- | ------------------------ | -------- | -------------- | --------- | ----------- | ------------------------------------- |
| 2022 | Mondiali U20             | Cali     | 5000 m piani   | Oro       | 15'29"71    |                                       |
| 2023 | Mondiali di cross        | Bathurst | Corsa juniores | Argento   | 21'00"      |                                       |
| 2023 | Mondiali di cross        | Bathurst | A squadre      | Oro       | 15 p.       |                                       |
| 2023 | Mondiali                 | Budapest | 5000 m piani   | 6ª        | 14'58"23    |                                       |
| 2023 | Mondiali corsa su strada | Riga     | 5 km           | 6ª        | 14'41"      | Miglior prestazione africana under 20 |
| 2024 | Giochi panafricani       | Accra    | 5000 m piani   | Oro       | 15'04"32    |                                       |
| 2024 | Giochi olimpici          | Parigi   | 5000 m piani   | 7ª        | 14'35"43    |                                       |
| 2024 | Mondiali U20             | Lima     | 5000 m piani   | Oro       | 14'39"71    | Record dei campionati                 |

## Campionati nazionali[1]
2022
- 4ª ai campionati etiopi, 5000 m piani - 15'50"3

## Altre competizioni internazionali[1]
2022
- Bronzo in Doha Diamond League ( Doha), 3000 m piani - 8'41"42
- 5ª al Campaccio ( San Giorgio su Legnano) - 19'03"
- Argento alla adizero Road to Records ( Herzogenaurach), 5 km - 14'53"

2023
- 4ª ai London Anniversary Games ( Londra), 5000 m piani - 14'16"54
- Argento al Memorial Van Damme ( Bruxelles), 5000 m piani - 14'28"94
- Bronzo al Bauhaus-Galan ( Stoccolma), 5000 m piani - 14'40"02
- 5ª alla Cursa dels Nassos ( Barcellona), 5 km - 14'40"
- Oro alla adizero Road to Records ( Herzogenaurach), 5 km - 14'46"

2024
- Oro alla Adizero Road to Records ( Herzogenaurach), 5 km - 14'38"
- Bronzo al Doha Diamond League ( Doha), 5000 m piani - 14'34"11
- Oro al Meeting international Mohammed VI d'athlétisme de Rabat ( Marrakech), 5000 m piani - 14'34"16
- Argento al Memorial Van Damme ( Bruxelles), 5000 m piani - 14'21"89

2025
- 6ª al Prefontaine Classic ( Eugene), 5000 m piani - 14'31"15
- Oro al London Athletics Meet ( Londra), 5000 m piani - 14'30"57
- Oro alla Great Manchester Run ( Manchester) - 30'42"